# Дюма (филм)
„Дюма“ (на английски: Duma) е американска семейна приключенска драма от 2005 г., в който се разказва за приятелството между едно младо южноафриканско момче и осиротял гепард, базиран на книгата How It Was with Dooms на Карол Каутра Хопкрафт и Ксан Хопкрафт, режисьор е Карол Балард, във филма участват Александър Михаелтелос, Иймън Уокър, Кемпбъл Скот и Хоуп Дейвис.
Филмът е пуснат на 22 април 2005 г. от Уорнър Брос Пикчърс.